# Пісняр (рід птахів)
Пісня́р (Setophaga) — рід горобцеподібних птахів родини піснярових (Parulidae). Представники цього роду мешкають в Америці.

## Таксономія
Рід Setophaga був введений британським орнітологом Вільямом Джоном Свенсоном у 1827 році. Тривалий час він вважався монотиповим і включав лише горихвісткового пісняра (Setophaga ruticilla). Однак, за результатами ґрунтовного молекулярно-філогенетичного дослідження 2010 року, до цього роду було включно багато інших видів, більшість з яких раніше відносили до роду Пісняр-лісовик (Dendroica). Також до роду Vermivora було включено два види, яких раніше відносили до роду Parula та один вид, якого раніше відносили до роду Болотянка (Wilsonia), зокрема типові види цих двох родів. Оскільки назва Setophaga (опублікована у 1827 році) має пріорітет над назвами Dendroica (опублікована у 1842 році), Parula (опублікована у 1838 році) і Wilsonia (опублікована у 1838 році), то Dendroica, Parula і Wilsonia були визнані синонімами роду Setophaga.

## Види
Виділяють 37 видів:
- Пісняр-лісовик сірий (Setophaga plumbea)
- Пісняр-лісовик пуерто-риканський (Setophaga angelae)
- Пісняр-лісовик ямайський (Setophaga pharetra)
- Болотянка чорногорла (Setophaga citrina)
- Пісняр горихвістковий (Setophaga ruticilla)
- Пісняр-лісовик мічиганський (Setophaga kirtlandii)
- Пісняр-лісовик рудощокий (Setophaga tigrina)
- Пісняр-лісовик блакитний (Setophaga cerulea)
- Пісняр північний (Setophaga americana)
- Пісняр тропічний (Setophaga pitiayumi)
- Пісняр-лісовик канадський (Setophaga magnolia)
- Пісняр-лісовик каштановий (Setophaga castanea)
- Пісняр-лісовик рудоволий (Setophaga fusca)
- Пісняр-лісовик східноканадський (Setophaga aestiva)[17]
- Пісняр-лісовик золотистий (Setophaga petechia)
- Пісняр-лісовик рудобокий (Setophaga pensylvanica)
- Пісняр-лісовик білощокий (Setophaga striata)
- Пісняр-лісовик сизий (Setophaga caerulescens)
- Пісняр-лісовик рудоголовий (Setophaga palmarum)
- Пісняр-лісовик кубинський (Setophaga pityophila)
- Пісняр-лісовик сосновий (Setophaga pinus)
- Пісняр-лісовик жовтогузий (Setophaga coronata)
- Пісняр-лісовик миртовий (Setophaga auduboni)[18]
- Пісняр-лісовик гватемальський (Setophaga goldmani)[19]
- Пісняр-лісовик чорнощокий (Setophaga dominica)
- Пісняр-лісовик багамаський (Setophaga flavescens)[20]
- Пісняр-лісовик цитриновий (Setophaga vitellina)
- Пісняр-лісовик прерієвий (Setophaga discolor)
- Пісняр-лісовик антильський (Setophaga adelaidae)
- Пісняр-лісовик барбудський (Setophaga subita)
- Пісняр-лісовик лусійський (Setophaga delicata)
- Пісняр-лісовик південний (Setophaga graciae)
- Пісняр-лісовик біловусий (Setophaga nigrescens)
- Пісняр-лісовик західний (Setophaga townsendi)
- Пісняр-лісовик жовтоголовий (Setophaga occidentalis)
- Пісняр-лісовик золотощокий (Setophaga chrysoparia)
- Пісняр-лісовик чорногорлий (Setophaga virens)

## Етимологія
Наукова назва роду Setophaga походить від сполучення слів дав.-гр. σης — метелик і φαγος — той, хто їсть.